# Caio Carrinas
Caio Carrinas (em latim: Gaius Carrinas; m. 82 a.C.) foi um político e general romano do século I a.C.. Ele era um dos principais membros da facção dos populares durante a Primeira Guerra Civil da República Romana e lutou contra as forças dos optimates lideradas por Sula. Ele é famoso por ter comandado as forças populares nas batalhas do Rio Ásio e da Porta Colina, na qual foi capturado e posteriormente executado pelos optimates.
Carrinas era pai de Caio Carrinas, cônsul sufecto em 43 a.C.. Embora nenhuma fonte antiga mencione a gente à qual ele pertencia, Havercamp supõe que "Carrinas" seja um cognome da gente Álbia.

## História
Em 83 a.C., Carrinas comandou, sem muito sucesso, um exército contra o jovem Pompeu, filho de Pompeu Estrabão. No ano seguinte, serviu como legado de Cneu Papírio Carbão. Depois de receber novamente um comando independente, Carrinas foi derrotado por Quinto Cecílio Metelo Pio na Batalha do Rio Ásio, na Úmbria, e novamente por Pompeu e Marco Licínio Crasso na Primeira Batalha de Espolécio. Depois desta derrota, Carrinas acabou cercado em Espolécio, mas conseguiu escapar aproveitando-se de uma noite de tempestade.
Depois que Carbão deixou a Itália, Carrinas juntou seu exército com o de Lúcio Júnio Bruto Damásipo e o dos samnitas de Pôncio Telesino. Juntos, marcharam para Preneste, onde Caio Mário, o Jovem, estava cercado por um destacamento do exército de Sula. Sem conseguir levantar o cerco, o exército popular marchou para Roma, onde enfrentou o corpo principal das forças de Sula na Batalha da Porta Colina. Depois de ser novamente derrotado, Carrinas e os demais líderes populares fugiram, mas foram capturados e executados por ordem de Sula. Suas cabeças foram cortadas e enviadas para Preneste, onde foram exibidas aos defensores da muralha para informar Mário da derrota de seus amigos e da futilidade de sua resistência.